# Hansedag
Hansedagen var det højeste ledeles- og beslutningsorgan i Hanseforbundet. Den første Hansedag fandt sted i 1356, den sidste i 1669. Hansedagene fandt ikke sted regelmæssigt, men når man anså det for nødvendigt. Det var som regel på foranledning af den ledende hanseby Lübeck, at hansestæderne blev indkaldt til hansedag. Lübeck gjaldt uanfægtet som hansens caput et principium omnium ("Hoved og udgangspunkt for alt") og blev i det 14. og 15. århundrede gentagne gange udråbt som en slags "hovedstad" for hansen, denne status betød dog ikke en egentlig magt over de andre hansebyer. På grund af Lübecks førerposition fandt de fleste hansedage også sted der, i alt 54 ud af de 72 hansedage mellem 1356 og 1480.
På hansedagene blev alle slags spørgsmål behandlet, som berørte forholdet mellem købmænd og de enkelte byer, eller handelsforhold til andre stater især i Østersøområdet. Det var meningen, at alle hansebyer skulle følge beslutninger truffet på hansedagen, men man kunne ikke sætte magt bag ordene, hvorfor de enkelte hansestæder i enkelte tilfælde gik imod beslutninger truffet på hansedagen, fordi de gik imod deres egne lokale interesser.
Blandt de ting man afgjorde på hansedagen kan bl.a. nævnes:
- Ratificering af traktater
- Optagelse eller eksklusion af medlemmer
- Aftaler om handelsprivilegier
- Hansens diplomatiske aktiviteter
- Krigs- og fredsspørgsmål. Skulle hansen gå samlet i krig, eller slutte fred.
- Handelssanktioner mod andre stater, et ofte anvendt og effektivt middel.
- Bilæggelse af stridigheder mellem enkelte hansestæder.

I efterdønningerne af trediveårskrigen, hvor den længst uddøde hanse blev forsøgt genoplivet, fandt i Lübeck den sidste hansedag sted i 1669. Den sidste hansedag kom ikke frem til nogle beslutninger, og de kun ni fremmødte delegationer gik igen hver til sit, for aldrig siden igen at mødes.